# Aidlingen
Aidlingen er en kommune i Landkreis Böblingen i den tyske delstat Baden-Württemberg.

## Geografi
Aidlingen ligger i landskabet Heckengäu og den lille flod Aid, hvor der tidligere lå adskillige vandmøller, løber gennem kommunen.

### Inddeling
Ud over Aidlingen består kommunen af de tidligere selvstændige kommuner Dachtel og Deufringen. Ved Aidlingen ligger landsbyernen Kirchtalhof, Kühneberg, Lehenweiler, Lindenhof, Würmtalhof, Laiddorf, Himburg og Pfanneburg. I den tidligere kommune Deufringen ligger landsbyerne Brunnhalden og Sighartstal.